# Marguerite-Marie Dinguirard
Marguerite-Marie Chichereau-Dinguirard (Tours, 10 luglio 1948) è una politica francese, esponente dei Verdi ed europarlamentare dal 1991 al 1994.

## Biografia

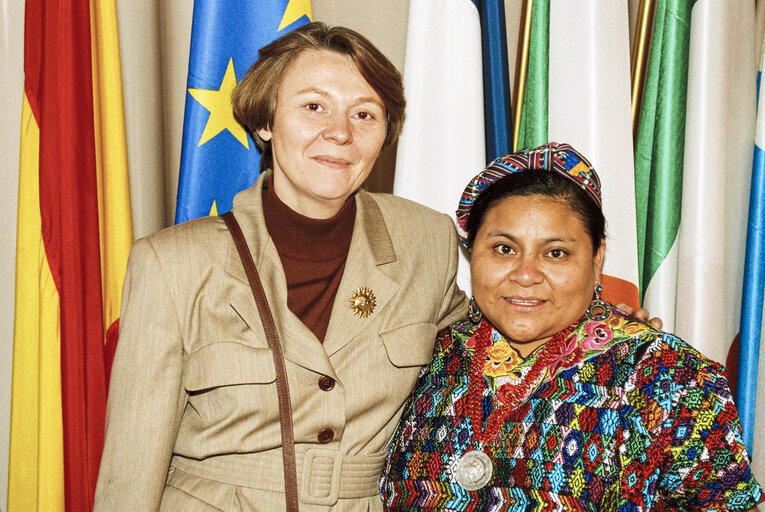
Marguerite-Marie Dinguirard con Rigoberta Menchú

Tecnica di medicina nucleare di professione, Marguerite-Marie Dinguirard intraprese l'attività politica con i Verdi nel 1984 e divenne un'attivista del movimento antinucleare.
Nel 1988 si candidò alle elezioni amministrative per il Cantone di Tassin-la-Demi-Lune e fu capolista dei Verdi per il consiglio comunale di Lione, senza riuscire ad ottenere un seggio.
Presentatasi come candidata alle europee del 1989, dodicesima nella lista dei Verdi, non risultò inizialmente eletta. Nel dicembre del 1991 approdò al Parlamento europeo subentrando alla dimissionaria Claire Joanny. Fu membro della commissione per i trasporti e il turismo e restò in carica fino al 1994.
Dal 1998 al 2010 fu membro del consiglio regionale del Rodano-Alpi per due mandati e nel 2008 fu nuovamente candidata al consiglio comunale di Lione.